# Association for Supply Chain Management
Die Association for Supply Chain Management (ASCM) (ehemals APICS – The Association for Operations Management, davor American Production and Inventory Control Society) ist eine 1957 den USA gegründete gemeinnützige Organisation zur Verbesserung der Wettbewerbsfähigkeit der amerikanischen Industrieunternehmen. Sie ist vergleichbar mit dem deutschen REFA-Verband.

## Geschichte
1957 trafen sich 27 leitende Angestellte im mittleren Management in Cleveland, Ohio und gründeten die American Production an Inventory Control Society, APICS. Der führende Kopf der Versammlung war Nyles Reinfeld, Leiter einer Consulting-Firma, die Schulungen im Materialmanagement anbot. Während dieses „kontinentalen Kongresses“ beschloss man die Entwicklung eines Wissensschatzes zum Materialmanagement in produzierenden Unternehmen. Die Idee war die Entwicklung eines anerkannten, professionellen Standards der Ausbildung.
1969 war aus den bescheidenen Anfängen eine Organisation mit 47 Chapters in den größten Städten der USA und Kanadas gewachsen. Man begann Schulungsmaterial an Mitglieder zu senden, die sich auf die erste Ausgabe des APICS-Dictionary von 1963 stützten. Damit war der erste Versuch einer Normung der Begrifflichkeiten im Management von Produktionsunternehmen unternommen.

## Organisation
ASCM ist in den USA in 14 Regionen und über 270 Ortsverbände („chapters“) gegliedert, die selbständig die Organisation von Fortbildungsveranstaltungen übernehmen. Außerhalb der USA können über Partner – meist Privatunternehmen – ebenfalls Prüfungen und Zertifizierungen erreicht werden.
2014 fusionierte APICS mit dem Supply-Chain Council (SCC) unter dem neuen Namen APICS Supply-Chain Council (APICS SCC). Die beiden Organisationen hatten schon längere Zeit kooperiert. 2015 folgte eine Fusion mit der American Society of Transportation and Logistics.
2018 wurde die Association for Supply Chain Management als Untereinheit von APICS gegründet, 2019 jedoch zur Dachmarke. Der Markenname APICs wird jedoch weiter verwendet.

## Zertifizierungen
ASCM bietet die Fortbildung, Prüfung und Zertifizierung für vier Berufsbilder an:
| CPIM  | Certified in Production and Inventory Management        | Zertifizierung für Produktions- und Bestandsmanagement         |
| CSCP  | Certified Supply Chain Professional                     | Zertifizierter Lieferketten-Fachmann                           |
| CFPIM | Certified Fellow in Production and Inventory Management | Zertifizierter „Fellow“ im Produktions- und Bestandsmanagement |
| SCWC  | Supply Chain Warehousing Certificate                    | Zertifizierung in Lagerhaltung                                 |

Bis 2008 wurde zusätzlich eine Zertifizierung für integriertes Ressourcen-Management (Certified in Integrated Resource Management, CIRM) angeboten.

## Wirkung der ASCM
In den USA und darüber hinaus ist die ASCM eine der einflussreichsten Organisationen im Bereich der Betriebsorganisation. So war der 1972 von der ASCM durchgeführte MRP-Kreuzzug mit ein Faktor, der zu der rasanten Verbreitung von MRP-Systemen in der amerikanischen Wirtschaft beitrug. Ebenso ist ASCM heute eine der treibenden Kräfte hinter der Verbreitung der Idee Schlanke Produktion und weiteren fortschrittlichen Methoden der Produktionsplanung und -steuerung (PPS).